# Karinthy Ferenc
Karinthy Ferenc (Budapest, 1921. június 2. – Budapest, 1992. február 29.) Kossuth- és háromszoros József Attila-díjas, valamint Karinthy-gyűrűs magyar író, drámaíró, dramaturg. Karinthy Frigyes fia, Karinthy Márton édesapja.

## Életpályája
Édesapja Karinthy Frigyes, édesanyja Böhm Aranka volt. Féltestvére, Karinthy Gábor költő, apja előző házasságából született. Gyermekkorától ráragadt beceneve: Cini. 
Elemi iskolai tanulmányait 1927 és 1935 között, a Damjanich utcai német birodalmi iskolában, a Reichsdeutsche Schuléban végezte majd az Eötvös József Gimnázium tanulója volt, ahol érettségi vizsgát tett 1939-ben. 1941–1946 között a budapesti Pázmány Péter Tudományegyetem hallgatója, nyelvészetből doktorált. 1947-ben ösztöndíjas volt Franciaországban, Svájcban és Olaszországban. 1949–50-ben a Nemzeti Színház dramaturgjaként dolgozott. Művei az 1940-es években jelentek meg először. 1951–1953 között a Szabad Nép és a Magyar Nemzet munkatársa, majd 1953–1956 között a budapesti Madách Színház dramaturgja volt. 1957–1960 között Machiavelli és Molière műveit, valamint görög, angol, olasz és német szerzők munkáit fordította.
A negyvenes évek elején az FTC vízilabdacsapatának hátvédje volt, majd 1960-tól 1970-ig az FTC úszó- és vízilabda-szakosztályának elnökeként is tevékenykedett.
1965 és 1975 között dramaturg a Miskolci, a Szegedi valamint a debreceni Csokonai Színházban. 1968–1969-ben vendégprofesszorként előadásokat tartott az Amerikai Egyesült Államokban. 1972-től 1976-ig különféle írószövetségek vendége az USA-ban, Ausztráliában, a Szovjetunióban és Kubában. 1978-ban szerepelt a saját életét, utazásait és élményeit feldolgozó apró jelenetekből készült Földünk és vidéke című tévéfilmben.
A Színházi adattárban regisztrált bemutatóinak száma: 148.

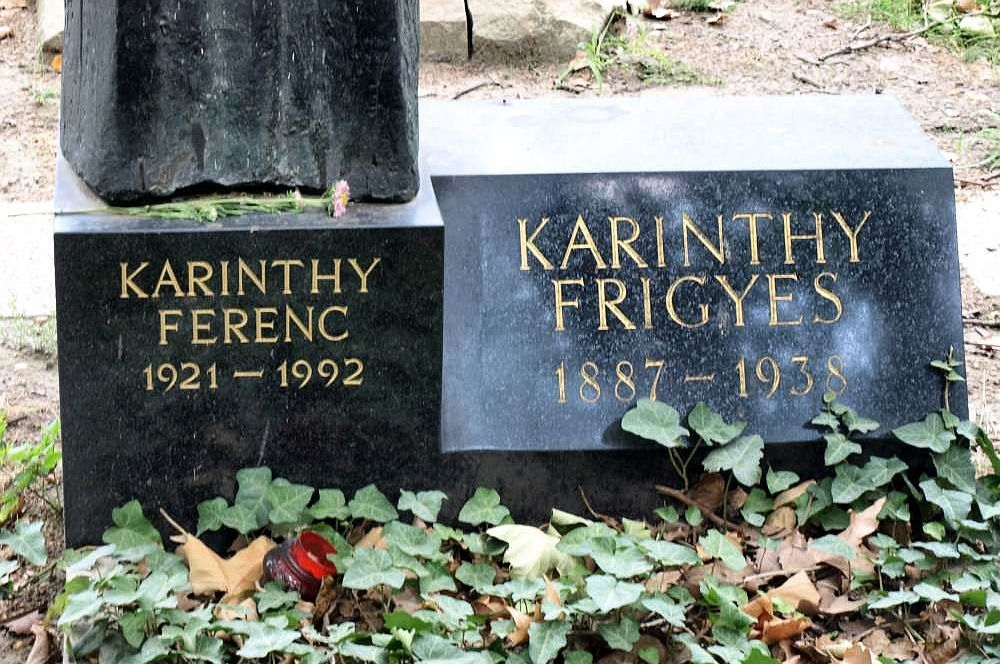
Karinthy Frigyes és Karinthy Ferenc sírköve (Budapest, Fiumei úti sírkert)

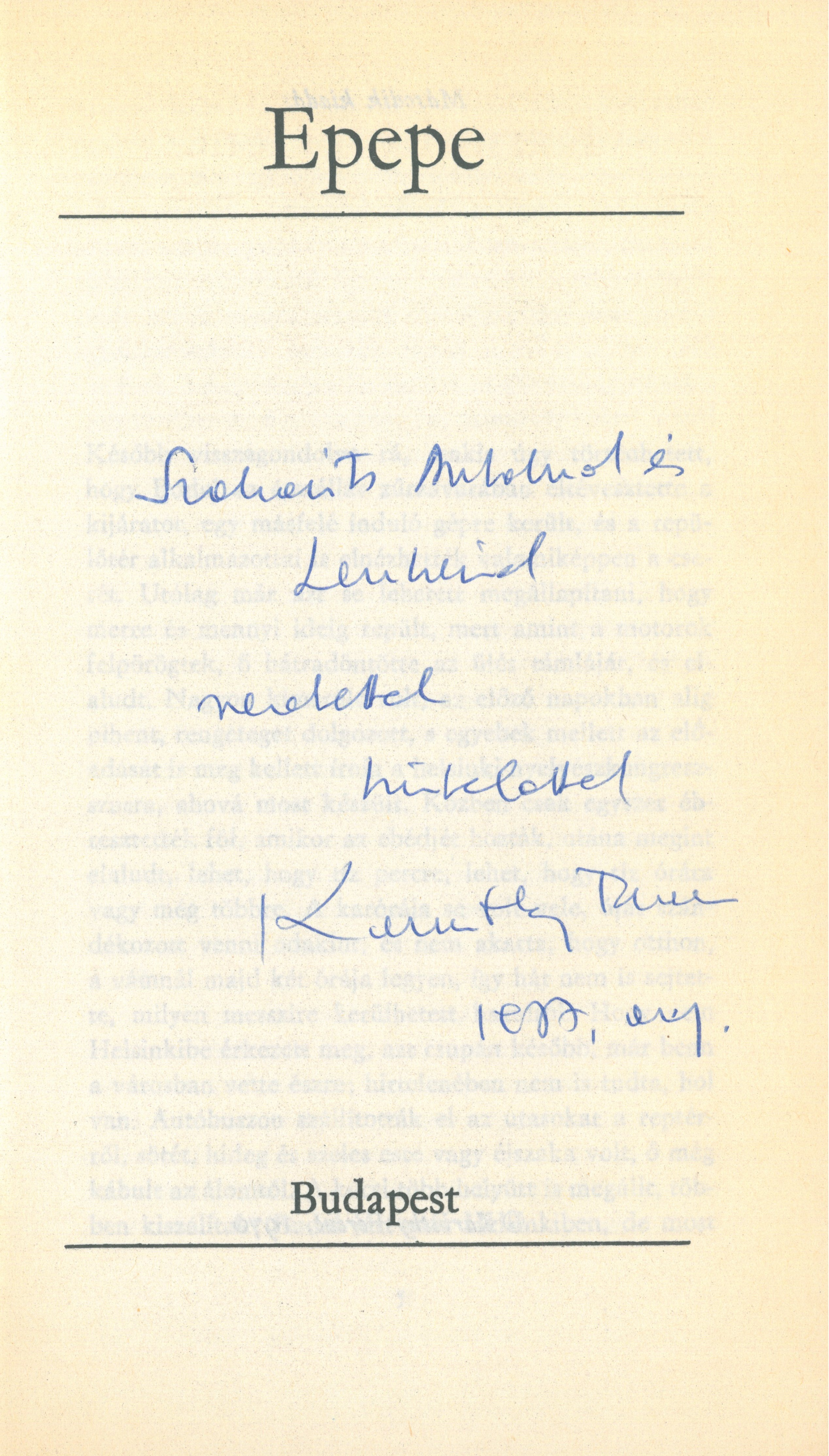
Karinthy Ferenc író Epepe c. kötetének dedikált címlapja 1977 augusztusából

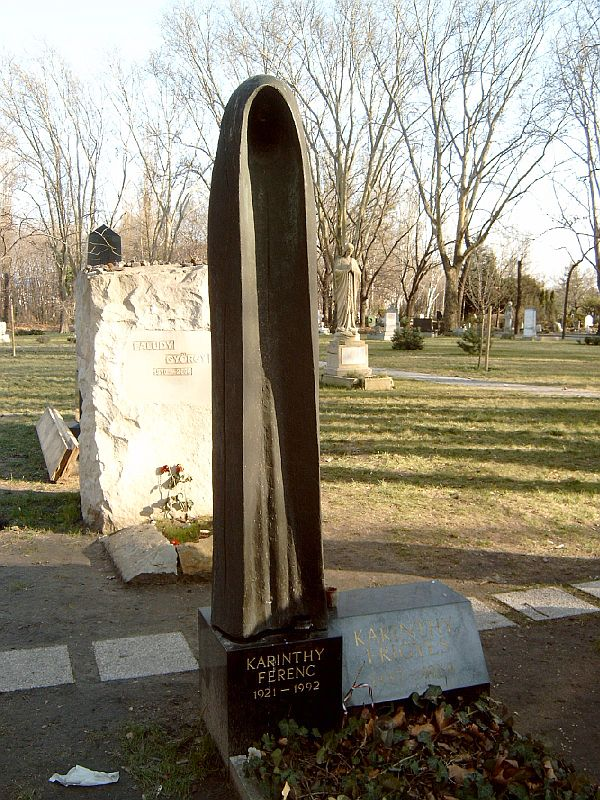
Karinthy Frigyes és Karinthy Ferenc sírja. Kerepesi temető: 41-1-35. Borsos Miklós alkotása

## Művei
- Don Juan éjszakája. Regény; Hungária, Budapest, 1943
- Szellemidézés; Hungária, Budapest, 1946 (1957: dráma)
- Kentaur. Regény; Új Idők, Budapest, 1947
- Olasz jövevényszavaink; Egyetemi Ny., Budapest, 1947 (A Magyar Nyelvtudományi Társaság kiadványai)
- Párbaj a csatamezőn; Budapest Irodalmi Intézet, Budapest, 1948 (Jó könyvek)
- Pilvax. Karinthy Ferenc színpadi képe; Kultúra, Budapest, 1948 (Új magyar könyvtár)
- Szép élet; Franklin, Budapest, 1949
- Útközben. Írások az épülő országról; Révai, Budapest, 1950
- Kőművesek. Regény; Athenaeum, Budapest, 1950
- Az újságíró és az élet; Magyar Újságírók Országos Szövetsége, Budapest, 1953 (Újságírók szakmai előadásai és vitái a Magyar Újságírók Országos Szövetségében)
- Budapesti tavasz. Regény; Szépirodalmi, Budapest, 1953 (1955: film)
- Hazai tudósítások; Szépirodalmi, Budapest, 1954
- Karinthy Ferenc–Thurzó Gábor: Budapesti tavasz. Filmregény; Vörös Csillag Ny., Budapest, 1955 (Szabad Hazánkért)
- 1956: Irodalmi történetek (novellák)
- 1956: Ezer év (színmű)
- 1957: Szellemidézés (színmű)
- 1959: Ferencvárosi szív (sportanekdoták)
- 1962: Kék-zöld Florida
- 1964: Téli fürdő
- 1964: Nyelvelés
- 1965: Hátország
- 1965: Ez-az avagy a bicikliző tigris
- 1966: Víz fölött, víz alatt (összegyűjtött elbeszélések)
- 1967: Négykezes (drámák)
- 1969: Hét játék (színművek)
- 1970: Epepe (regény)
- 1970: Gellérthegyi álmok (színmű)
- 1971: Három huszár
- 1972: Aranyidő (regény)
- 1972: Ősbemutató (regény)
- 1972: Pesten és Budán (színművek)
- 1973: Leányfalu és vidéke
- 1974: Végtelen szőnyeg (elbeszélés)
- 1976: Korallzátony (elbeszélés)
- 1977: Harminchárom (kisregény)
- 1978: Marich Géza utolsó kalandja (kisregény)
- 1978: Dialógus
- 1979: Alvilági napló (elbeszélés)
- 1980: Mi van a Dunában?
- Budapesti ősz. Regény; Szépirodalmi, Budapest, 1982
- X utolsó kalandja; Magvető, Budapest, 1982 (Rakéta regénytár)
- 1983: Dunakanyar / Bösendorfer (két egyfelvonásos)
- Halállista. Válogatott elbeszélések; Zrínyi, Budapest, 1985
- Óvilág és Újvilág; Szépirodalmi, Budapest, 1985
- Házszentelő. Válogatott novellák és kisregények; vál. Molnár Tibor; Kriterion–Európa, Bukarest–Budapest, 1986
- Zenebona; Szépirodalmi, Budapest, 1986
- Uncle Joe. Számadás a tálentomról; Szépirodalmi, Budapest, 1987 (kisregény – nagybátyjáról Karinthy Józsefről)
- 1988: Leánykereskedő (színművek)
- Skizofrénia / Man overboard; Magvető, Budapest, 1988 (Rakéta regénytár)
- Vége a világnak; fotó Robert Capa; PLKV, Budapest, 1988
- 1989: Révkalauz (napló + kisregények)
- Italia mia; Magvető, Budapest, 1989
- 1990: Ezredvég (korábban megjelent művek újabb kiadásai: Budapesti ősz + Italia mia + Uncle Joe + Man overboard + Skizofrénia)
- Staféta; Magvető, Budapest, 1991
- Napló, 1-3.; sajtó alá rend. Jovánovics Miklós; Littoria, Budapest, 1993
  - 1. 1967–1969
  - 2. 1970–1973
  - 3. 1974–1991
- Levelek Karinthy Ferenchez; vál., szerk., sajtó alá rend. Karinthy Ferencné és Jovánovics Miklós; Littoria, Budapest, 1994
- Zsiga, Marci és más ebadták; Móra, Budapest, 1998
- Baracklekvár és más történetek; utószó Fráter Zoltán; K. u. K., Budapest, 2001 (Unikum könyvek)
- Karinthy Ferenc; vál., szerk., bev., jegyz. Fráter Zoltán; Alexandra, Pécs, 2002 (Kossuth-díjas írók)
- Magyar történet; K. u. K., Budapest, 2003 (Unikum könyvek)
- Napló, 1974–1991; Magyar Közlöny Lap- és Könyvkiadó, Budapest, 2016 (Nemzeti könyvtár)

## Díjai, elismerései
- Baumgarten-jutalom (1949)
- József Attila-díj (1950, 1954, 1974)
- Kossuth-díj (1955)
- Szocialista Magyarországért (1981)
- Karinthy-gyűrű (1987)
- A Magyar Köztársaság Zászlórendje (1991)